# Rustburg
Rustburg – jednostka osadnicza w Stanach Zjednoczonych, w stanie Wirginia, w hrabstwie Campbell.